# Jacqueline Lölling
Jacqueline Lölling   (Weidenau, 6 de febrer de 1995) és una esportista alemanya que competeix en skeleton.
Va participar en els Jocs Olímpics d'Hivern de 2018 a Pyeongchang, obtenint una medalla de plata a la prova femenina. Ha guanyat 7 medalles als Campionats del Món de Bobsleigh i Skeleton (tres ors i quatre plates), més tres medalles als Campionats d'Europa de Skeleton (una de cada color).

## Palmarès internacional
| Jocs Olímpics      | Jocs Olímpics | Jocs Olímpics | Jocs Olímpics |
| Any                | Lloc          | Medalla       | Prova         |
| ------------------ | ------------- | ------------- | ------------- |
| 2018               | Pyeongchang   | 2             | Individual    |
| Campionat del Món  |               |               |               |
| Any                | Lloc          | Medalla       | Prova         |
| 2015               | Winterberg    | 2             | Individual    |
| 2017               | Königssee     | 1             | Individual    |
| 2017               | Königssee     | 1             | Equip mixt    |
| 2019               | Whistler      | 2             | Individual    |
| 2020               | Alternberg    | 1             | Equip mixt    |
| 2021               | Alternberg    | 2             | Individual    |
| 2021               | Alternberg    | 2             | Equip mixt    |
| Campionat d'Europa |               |               |               |
| Any                | Lloc          | Medalla       | Prova         |
| 2017               | Winterberg    | 1             | Individual    |
| 2018               | Igls          | 2             | Individual    |
| 2019               | Igls          | 3             | Individual    |